# Успение Богородично (Пандели)
Манастирът Успение Богородично в Пандели (на гръцки: Ιερά Μονή Κοιμήσεως της Θεοτόκου Πεντέλης) е диортодоксален православен център на църквата на Гърция, лобиращ за икуменизма. Манастирът е основан през 1578 г. от Свети Тимотей, който е бил епископ на остров Евбея. Той се озовава в Атика против волята си, понеже трябвало да избяга от Евбея заради отказа си да превърне християнска църква в джамия, както настоявали управляващите по това време османци. Св. Тимотей се озовава в планините на Пандели в относителна безопасност. Тук той решил да основе манастир. Когато търсел правилното място със своите послушници се натъкнал на костите на отшелник, до сърцето на който имало малка икона на Света Богородица. Това е прието от Тимотей като божествен знак свише. Мястото е определено за бъдещия манастир.
В продължение на много векове манастирът играе ключова роля в живота на атиняни. На територията на манастира има два параклиса. Единият е посветен на апостол Павел, а другият – на основателя на манастира Св. Тимотей. В източното крило на манастира се помещава Междуправославния център на църквата на Гърция, който е основан през 1971 г., представляващ хотел и конферентна зала с модерно оборудване. Също така в манастира се намира малък музей с религиозни реликви и библиотека. 